# بول بارتليت
بول بارتليت (بالإنجليزية: Paul Wayland Bartlett)‏ (و. 1865 – 1925 م) هو نحات أمريكي، ولد في نيو هيفن، كونيتيكت، كان عضوًا في الأكاديمية الأمريكية للفنون والآداب، توفي في باريس، عن عمر يناهز 60 عاماً.

## جوائز
حصل على جوائز منها:
- وسام جوقة الشرف من رتبة فارس
- نيشان جوقة الشرف من رتبة ضابط
- وسام جوقة الشرف من رتبة قائد